# Darío Silva
Debrai Darío Silva, né le 2 novembre 1972 à Treinta y Tres (Uruguay), est un footballeur uruguayen.

## Biographie
Joueur uruguayen talentueux, il est transféré en Europe en 1995, où il joue trois saisons à Cagliari (20 buts) puis sept en Espagne (Espanol de Barcelone, Malaga, Séville) où il marque 48 buts. Il rejoint l'Angleterre en 2005 pour une saison à Portsmouth (2 buts). 
Attaquant international (49 sélections, 15 buts), il participe comme titulaire à la Coupe du monde 2002 sous les couleurs de la "Céleste" (élimination au 1er tour).
Dario Silva est aussi connu pour sa personnalité controversée, son goût de la provocation, ses nombreuses frasques et pour "s'entraîner en boîte de nuit". 
Le 24 septembre 2006, alors qu'il est sans club depuis six mois, il heurte un camion au volant de sa voiture. Il est amputé de la jambe droite à hauteur du genou. Les versions divergent sur l'origine de l'accident (il a été dit qu'il était ivre au moment des faits),.
En novembre 2006, dans une interview accordée au journal anglais Daily Time, Darío Silva révèle qu'il souhaite se reconvertir en tant que rameur avec comme objectif de participer aux Jeux Olympiques 2012 de Londres (il n'y parviendra finalement pas). On rapporte aussi qu'il s'est lancé dans l'élevage de pur-sangs arabes de course, dans la politique et la télé-réalité.

## Carrière
- 1991 : CA Yerbalense ( Uruguay)
- 1992 : Defensor Sporting ( Uruguay)
- 1993-1995 : Peñarol ( Uruguay)
- 1995-jan. 1999 : Cagliari Calcio ( Italie)
- jan. 1999-1999 : Espanyol Barcelone ( Espagne)
- 1999-2003 : Málaga CF ( Espagne)
- 2003-2005 : FC Séville ( Espagne)
- 2005-2006 : Portsmouth ( Angleterre)[4]

## Palmarès
- Vainqueur du Championnat d'Uruguay en 1993, 1994 et 1995.
- Vainqueur de la Coupe Intertoto en 2002 avec Málaga CF.

### Buts en sélection
| Buts en sélection de Darío Silva | Buts en sélection de Darío Silva | Buts en sélection de Darío Silva | Buts en sélection de Darío Silva | Buts en sélection de Darío Silva | Buts en sélection de Darío Silva | Buts en sélection de Darío Silva        |
| #                                | Date                             | Lieu                             | Adversaire                       | Score                            | Résultats                        | Compétitions                            |
| -------------------------------- | -------------------------------- | -------------------------------- | -------------------------------- | -------------------------------- | -------------------------------- | --------------------------------------- |
| 1                                | 16 octobre 1994                  | Lima, Pérou                      | Pérou                            | 1-0                              | 1-0                              | Match amical                            |
| 2                                | 25 juin 1995                     | Paysandú, Uruguay                | Nouvelle-Zélande                 | 5-0                              | 7-0                              | Match amical                            |
| 3                                | 30 avril 1997                    | Asuncion, Paraguay               | Paraguay                         | 1-3                              | 1-3                              | Éliminatoires de la Coupe du monde 1998 |
| 4                                | 8 juin 1997                      | Montevideo, Uruguay              | Colombie                         | 1-0                              | 1-1                              | Éliminatoires de la Coupe du monde 1998 |
| 5                                | 17 décembre 1997                 | Riyad, Arabie saoudite           | Afrique du Sud                   | 1-1                              | 4-3                              | Coupe des confédérations 1997           |
| 6                                | 17 décembre 1997                 | Riyad, Arabie saoudite           | Afrique du Sud                   | 3-1                              | 4-3                              | Coupe des confédérations 1997           |
| 7                                | 3 juin 2000                      | Montevideo, Uruguay              | Chili                            | 1-0                              | 2-1                              | Éliminatoires de la Coupe du monde 2002 |
| 8                                | 28 juin 2000                     | Rio de Janeiro, Brésil           | Brésil                           | 1-0                              | 1-1                              | Éliminatoires de la Coupe du monde 2002 |
| 9                                | 2 septembre 2000                 | Montevideo, Uruguay              | Équateur                         | 2-0                              | 4-0                              | Éliminatoires de la Coupe du monde 2002 |
| 10                               | 4 septembre 2001                 | Lima, Pérou                      | Pérou                            | 1-0                              | 2-0                              | Éliminatoires de la Coupe du monde 2002 |
| 11                               | 14 novembre 2001                 | Montevideo, Uruguay              | Argentine                        | 1-0                              | 1-1                              | Éliminatoires de la Coupe du monde 2002 |
| 12                               | 25 novembre 2001                 | Montevideo, Uruguay              | Australie                        | 1-0                              | 3-0                              | Barrages de la Coupe du monde 2002      |
| 13                               | 18 juillet 2004                  | Tacna, Pérou                     | Paraguay                         | 2-1                              | 3-1                              | Copa América 2004                       |
| 14                               | 18 juillet 2004                  | Tacna, Pérou                     | Paraguay                         | 3-1                              | 3-1                              | Copa América 2004                       |